# Tabernaemontana cumata
Tabernaemontana cumata là một loài thực vật thuộc họ Apocynaceae. Đây là loài đặc hữu của Brasil.